# Amara Diouf
Pour les articles homonymes, voir Diouf.
Amara Diouf, né le 7 juin 2008 à Pikine au Sénégal, est un footballeur international sénégalais. Il évolue au poste d'ailier gauche à l'AS Génération Foot.

## Biographie
Né le 7 juin 2008 dans la ville de Pikine dans la région de Dakar, il est le fils d'Ady Diouf, ancien footballeur qui détient une école de football. Diouf est considéré comme le meilleur joueur de sa génération, mais son âge fait polémique au vu de son talent. Il est réputé pour être un buteur prolifique grâce à sa vitesse et sa vision du jeu,. Il inscrit 9 buts à la Danone Nations Cup en France en 2017.

### AS Génération Foot (depuis 2017)
Il arrive deuxième au test pour intégrer l’équipe de Diambars FC mais est recalé car jugé trop petit. Diouf est repéré par l'AS Génération Foot, avec laquelle il remporte la 5e édition du Tournoi international Mohammed VI éliminant le Real Madrid U19 en demi-finale et le FUS Rabats U19 en finale 1 à zéro dont Diouf est l'unique buteur. Diouf termine le meilleur joueur de la compétition.
Amara Diouf signe un contrat de cinq ans avec Adidas et devient le premier joueur de 15 ans en Afrique à signer un sponsoring avec une marque.
Amara Diouf est formé par le club local de l'AS Génération Foot qu'il rejoint à l'âge de neuf ans, en 2017. Le 20 août 2023, il joue son premier match en Ligue des champions de la CAF pour les qualifications en phase finale, face au Hafia FC. En septembre 2023, sous les conseils de Sadio Mané, Diouf est annoncé proche d'un transfert au FC Metz, club partenaire de l'AS Génération Foot.

### En sélection
Amara Diouf est convoqué avec l'équipe du Sénégal des moins de 17 ans pour participer à la Coupe d'Afrique des nations de la catégorie en 2023. Atout majeur de son équipe lors de cette compétition, il est élu meilleur joueur de la phase de groupe. est deux fois Homme dû match Il marque un total de cinq buts dans ce tournoi, battant le record jusqu'ici détenu par Victor Osimhen et mène son équipe jusqu'à la victoire finale contre le Maroc le 19 mai 2023 (2-1).
Après avoir remporté la première can U17 du Sénégal, Il est convoqué avec l’équipe des moins de 20 ans pour disputée les Jeux de la Francophonie 2023, mène 2 buts a 1 face au Congo en phases de groupe et il inscrit un but à la 70e minute offrant un match nul.
Amara Diouf est convoqué pour la première fois avec l'équipe nationale du Sénégal en août 2023, dans le cadre des éliminatoires de la Coupe d'Afrique des nations 2023 pour le dernier match du groupe L face au Rwanda, l'équipe étant déjà qualifiée, la Fédération sénégalaise de football décide d'envoyer une équipe bis. Il honore ainsi sa première sélection avec le Sénégal le 9 septembre 2023, en entrant en jeu contre le Rwanda (1-1 score final). Il devient à cette occasion, à 15 ans, 3 mois et 2 jours le plus jeune joueur de l'histoire de l'équipe Nationale du Sénégal,.
Le 11 novembre 2023, pour son premier match en Coupe du monde des moins de 17 ans 2023, il inscrit un doublé.

## Palmarès

### En sélection
Sénégal -17 ans
- Coupe d'Afrique des nations -17 ans :
  - Vainqueur : 2023.

### Distinctions individuelles
- Dans l'équipe type de la CAN U17 2023
- élu meilleur buteur de la CAN U17 2023
- élu meilleur joueur du tournoi international Mohamed VI